# Jersey Shore (TV-serie)

Jersey Shore är ett amerikanskt tv-program som sänds i amerikanska MTV. Det är en dokusåpa som handlar om åtta italiensk-amerikaner (”Guidos”) som tillbringar en sommar i ett hus vid stranden vid Jersey Shore (i säsong två i Miami och i säsong 4 i Florens i Italien). Serien handlar mycket om deras interna relationer, deras fester, raggande, sex och otrohet. Man får även följa deras vardagsliv, bland annat då de på dagarna måste arbeta. I säsong 1 jobbar de i en bar och i säsong 2 i en lyxrestaurang. I säsong 3 är de tillbaka i baren vid Jersey Shore. I säsong 4 jobbar de i en pizzeria i Florens.

## Deltagare
| Namn                 | Smeknamn        | Hemstad                   | Etnicitet                                    | Biografi |
| -------------------- | --------------- | ------------------------- | -------------------------------------------- | --- |
| Angelina Pivarnick   | "The Whore"     | Staten Island, New York   | Polsk-Amerikan Italiensk-Amerikan            | Angelina (1987) är bartender från New York. Hon har inga problem med att yttra sig om det är något hon vill säga. Hon har alltid något att säga och kunde inte bry sig mindre vad någon annan tycker. Problemet är att de flesta människor inte är intresserade av det. Hon säger att hon vill hålla sig trogen, men hennes handlingar säger mer än ord. Hon är mestadels hatad av de andra deltagarna på grund av sin taskiga attityd och våldsamma konfrontationer. |
| Deena Nicole Cortese | "Deena"         | New Egypt, New Jersey     | Italiensk-Amerikan                           | Deena (1987) beskriver sig själv som en partybrud. Hon är alltid på jakt efter något roligt att göra, vilket gör henne till Jersey Shores underhållare. Hon är bästa vän med Nicole Polizzi, tillsammans är de "Team Meatballs" på grund av sin korta längd och lite smårunda kroppar. |
| Jennifer Farley      | "JWoww"         | Franklin Square, New York | Irländsk-Spansk-Amerikan                     | Jennifer (1986) är grafiker och underhållare från Franklin Square, New York. Hon beskrivs som en impulsiv och spontan partybrud med brist på självkontroll. Vart hon än går följer tragedin med henne, men under hennes tuffa yttre vilar en mjukare sida som gör henne till en snäll storasyster. Hon är en av de galnaste deltagarna på Jersey Shore och lever upp till sitt tuffa rykte. |
| Michael Sorrentino   | "The Situation" | Staten Island, New York   | Italiensk-Amerikan                           | Michael (1982) är biträdande chef för ett gym i Staten Island. Han refererar till sig själv som "The Situation" (Situationen). Han beskrivs som en självsäker, förförande, utåtriktad och självbelåten kille. I säsong 1 hade han en snabb flört med Sammi, som sedan dumpade honom för Ronnie. |
| Nicole Polizzi       | "Snooki"        | Marlboro, New York        | Chilenare (adopterad av en italiensk familj) | Nicole (1987) från Santiago, Chile har adopterats och uppfostrats av italienska föräldrar i New York. Hon var en cheerleader på sitt gymnasium, men har haft en allvarlig ätstörning som har gjort henne lite mullig. Hon är en fashionista som alltid bär smink vart hon än går, och hoppas på att göra ett bra intryck på alla snygga killar i Jersey Shore. Hon har ett häftigt humör och hon känner sig självsäker med sin lilla kropp. Hon är bra på att festa. |
| Paul DelVecchio      | "DJ Pauly D"    | Johnston, Rhode Island    | Italiensk-Amerikan                           | Pauly D (1980) är en hårbesatt och garvande fanatiker från Johnston i Rhode Island. Han är en prisbelönt DJ. Han var från början nära vän med Michael och de två bildade partnerskapet MP (Mike, Pauly), som sedan blev MVP (Mike, Vinny, Pauly). Detta har dock övergått till endast VP (Vinny, Pauly). Han blandar nytta med nöje och är alltid aktiv på fester. |
| Ronaldo Ortiz-Magro  | "Ronnie"        | Bronx, New York           | Puerto Rikansk-Italiensk-Amerikan            | Ronnie (1987) är kille från Bronx i New York. Han må se ut som en stor slagskämpe, men innerst inne är han en älskare som bara vill ha det roligt i Jersey Shore. Han har en regel i huset: att aldrig förälska sig i Jersey Shore, men ju längre sommaren går anser han att regler är till för att brytas. Under hans på och av-förhållande med Sammi visade det sig att Ronnie har en mjuk och känslig sida under sina muskler och sin ilska. Trots sitt våldsamma beteende har Ronnie ett bra förhållande med resten av deltagarna och han är en älskvärd och lojal vän till dem alla. |
| Sammi Giancola       | "Bitch"         | Hazlet, New Jersey        | Italiensk-Amerikan                           | Sammi (1987) från Hazlet, New Jersey. Ända sedan säsong 1 har serien präglats av en berg- och dalbana-förhållande mellan Sammi och Ronnie, som innefattar stort grälande, bråk och otrohet mellan de två. |
| Vincent Guadagnino   | "Vinny"         | Staten Island, New York   | Siciliansk-Amerikan                          | Vinny (1988) från Staten Island. Han beskrivs som en "morsgris" och en naturlig underhållare. Han vet hur man får ett bra skratt från alla han möter. Ända sedan säsong 1 har han väntat hela sitt liv på att vara med i Jersey Shore och är redo för en vild period utan gränser. |

## Deltagarnas historia
| Namn                 | Säsong 1 | Säsong 2 | Säsong 3 | Säsong 4 | Säsong 5 |
| -------------------- | -------- | -------- | -------- | -------- | -------- |
| Michael Sorrentino   |          |          |          |          |          |
| Jennifer Farley      |          |          |          |          |          |
| Nicole Polizzi       |          |          |          |          |          |
| Paul DelVecchio      |          |          |          |          |          |
| Ronnie Ortiz-Magro   |          |          |          |          |          |
| Sammi Giancola       |          |          |          |          |          |
| Vinny Guadagnino     |          |          |          |          |          |
| Angelina Pivarnick   |          |          | ✘        | ✘        | ✘        |
| Deena Nicole Cortese | ✘        | ✘        |          |          |          |

## Säsong 1
Serien spelades in sommaren 2009 och sändes i USA under hösten. Deltagaren Angelina Pivarnick medverkade bara i ett par avsnitt innan hon lämnade programmet sedan hon vägrat att arbeta i t-shirtaffären. Många avsnitt handlade om förhållandet mellan Ronnie och Sammi.

## Säsong 2
Spelades in under vintern 2010 i Miami Beach, då det var vinter och snö i New Jersey. Angelina kom tillbaka. Även denna säsong handlade mycket om Ronnies och Sammis förhållande.

## Säsong 3
Under sommaren 2010 spelades nya avsnitt in, nu i New Jersey. Avsnitten började sändas i USA den 6 januari 2011. Angelina var inte längre med, hon ersattes av Deena Cortese, en nära vän till Nicole. Även denna säsong handlade mycket om Ronnies och Sammis förhållande.

## Säsong 4

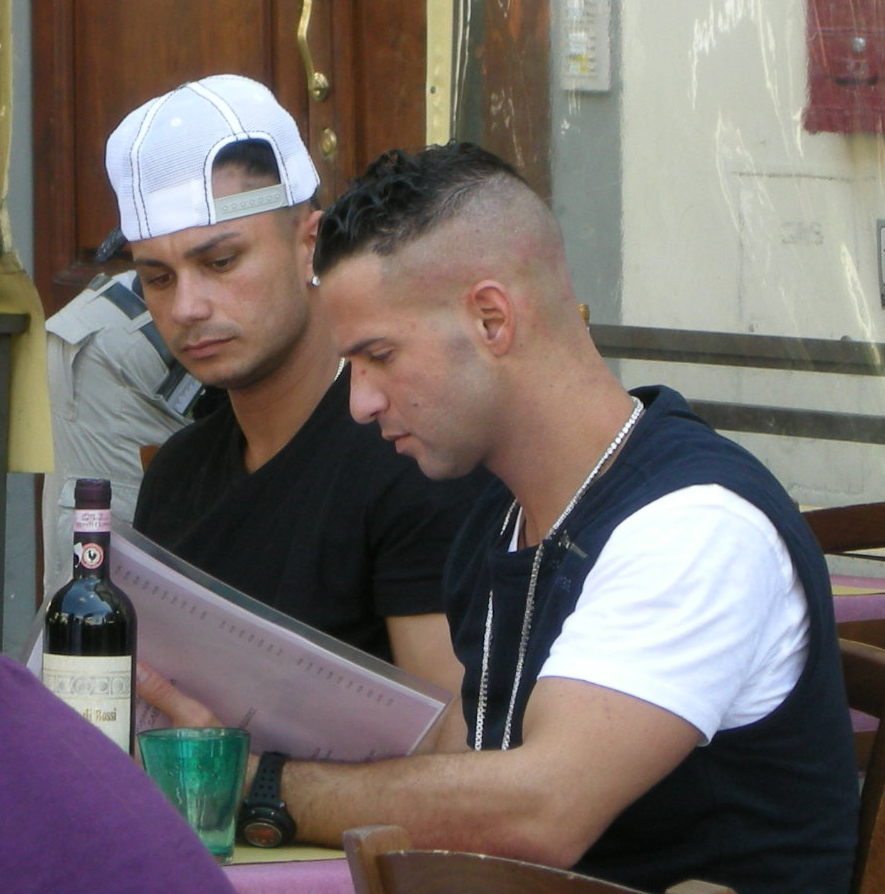
Paul Delvecchio (till vänster) och Michael Sorrentino vid filmningen för seriens fjärde säsong i Florens, Italien i maj 2011.

Säsong 4 sändes under 2011 och utspelar sig i Florens i Italien, vilket visar sig bli en stor kulturkrock då endast Vinny kan lite italienska.

## Övrigt
En svensk version av programmet har gjorts, Kungarna av Tylösand, som sändes i Kanal 5 hösten 2010.